# Live in Gdańsk
Live in Gdańsk is het tweede livealbum van David Gilmour dat uitkwam met beeld en geluid van zijn tournee volgende op de uitgave van zijn studioalbum On an Island. Het bevat bijna dezelfde muziek als haar voorganger, maar de sterren, die optraden in Londen traden hier niet op. Wel is het Baltisch Filharmonisch Orkest toegevoegd uit Gdańsk onder leiding van Zbigniew Preisner, die ook deels de orkestratie van het studioalbum verzorgde. Het orkest is echter nauwelijks hoorbaar. Het concert vond plaats ter plaatse van de scheepswerven in de Poolse stad. Het album bevat een van de laatste optredens van Wright, die 15 september 2008 overleed.
Het album kwam in allerlei versies uit van elpee tot een combinatie van dvd’s en cd’s. Onderstaande gegevens zijn van de 2cd-versie.

## Musici
- David Gilmour – gitaar, saxofoon, zang;
- Richard Wright – keyboards, zang
- Phil Manzanera – gitaar, zang
- Jon Carin – keyboards, lap steel guitar, zang
- Guy Pratt – basgitaar, gitaar, zang
- Steve DiStanislao – slagwerk, zang
- Dick Parry – keyboards, saxofoon.

## Tracks

### CD1
1. "Speak to Me" - 1:23
2. "Breathe (In The Air)" - 2:49
3. "Time" - 5:38
4. "Breathe (In The Air) (Reprise)" - 1:32
(Bovenstaande nummers komen van het album The Dark Side of the Moon - Pink Floyd, 1973)
5. "Castellorizon" - 3:47
6. "On an Island" - 7:26
7. "The Blue" - 6:39
8. "Red Sky at Night" - 3:03
9. "This Heaven" - 4:33
10. "Then I Close My Eyes" - 7:42
11. "Smile" - 4:26
12. "Take a Breath" - 6:47
13. "A Pocketful of Stones" - 5:41
14. "Where We Start" - 8:01
(Bovenstaande nummers komen van het album On An Island - David Gilmour, 2006)

### CD2
1. "Shine On You Crazy Diamond" - 12:07
(Afkomstig van Wish You Were Here - Pink Floyd, 1975)
2. "Astronomy Domine" - 5:02
Afkomstig van The Piper at the Gates of Dawn - Pink Floyd, 1967)
3. "Fat Old Sun" - 6:40
(Afkomstig van Atom Heart Mother - Pink Floyd, 1970)
4. "High Hopes" - 9:57
(Afkomstig van The Division Bell - Pink Floyd, 1994)
5. "Echoes" - 25:26
(Afkomstig van Meddle - Pink Floyd, 1971)
6. "Wish You Were Here" - 5:15
(Afkomstig van Wish You Were Here - Pink Floyd, 1975)
7. "A Great Day for Freedom" - 5:56
(Afkomstig van The Division Bell - Pink Floyd, 1994)
8. "Comfortably Numb" - 9:22
(Afkomstig van The Wall - Pink Floyd, 1979)